# Stumpenser Mühle
De Stumpenser Mühle (ook: Windmühle Stumpens) is een windmolen in de tot de Duitse gemeente Wangerland behorende plaats Horumersiel, gelegen in Nedersaksen. Het is een rietgedekte achtkante stellingmolen met bakstenen onderbouw, van het type bovenkruier.

## Geschiedenis
In Oost-Friesland werden vooral in de 17e en 18e eeuw veel windmolens van het type bovenkruier (Holländermühle) gebouwd. Van de vele windmolens, vooral gebruikt als korenmolen, in de gemeente Wangerland is de Stumpenser Mühle de enige die nog overgebleven is. De molen werd gebouwd in 1816. In 1976 werd hij gekocht door een particulier die de molen liet restaureren en er een café-restaurant in vestigde. In 2015 werd de molen opnieuw te koop aangeboden.